# Суслин, Иван Николаевич
Ива́н Никола́евич Су́слин (1846—1909) — русский предприниматель, меценат и общественный деятель, купец 1-й гильдии, пермский городской голова в 1891—1893 и 1898—1905 гг..

## Биография
Иван Николаевич Суслин родился в семье купца 1-й гильдии Николая Аникеевича Суслина (1822—1875). Получил начальное образование в Котельничевском уездном училище в Вятской губернии.
Являлся главным распорядителем торгового дома братьев Суслиных. Иван и Николай Суслины содержали девять харчевен, ренсковых погребов, трактирных заведений, винных лавок в Перми и округе. В 1889 году на берегу Камы они построили спиртоочистительный завод, позже перешедший в собственность казны (впоследствии на этом месте было расположено предприятие «Пермалко»).
За службу почетным членом пермского губернского попечительства дет- ских приютов Иван Николаевич был награждён золотой медалью на Влади- мирской ленте.
В Перми Суслин занимал следующие должности:
- с 1878 года — гласный Пермской городской думы;
- с 1879 года — почётный член Пермского губернского попечительства детских приютов;
- с 1881 года — член Учётного комитета Пермского отделения Государственного банка;
- с 1882 года — гласный Пермского уездного земства;
- с 1881 года — член Учётного комитета при Пермском общественном Мариинском банке;

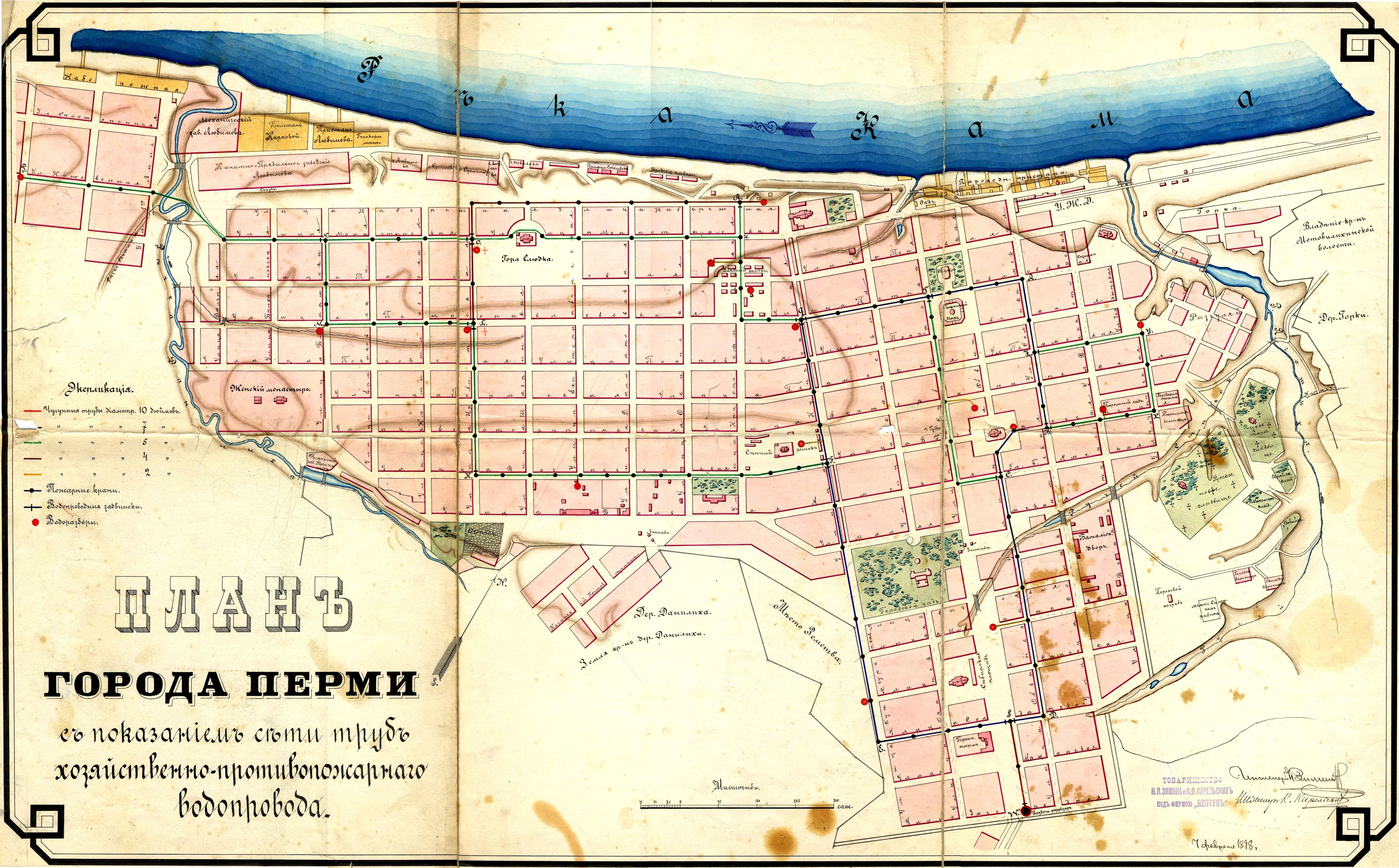
«План города Перми с показанием сети труб хозяйственно-противопожарного водопровода» (1898)

В 1891—1893 и 1898—1905 гг Иван Николаевич занимал пост городского головы Перми. По его инициативе в городе проводилось строительство водопровода, проводилось освещение. Входил в состав Пермского общества велосипедистов и, вместе с другими меценатами, пожертвовал деньги на строительство велодрома.
Был награждён следующими орденами и знаками отличия:
- Орден Святого Станислава 2-й степени;
- Знак Красного Креста;
- две золотые медали на Станиславской и Аннинской лентах для ношения на шее.

Иван Николаевич Суслин умер, согласно надписи на формулярном списке, 24 июля (6 августа) 1909 года. Он завещал городу 3 000 рублей. По инициативе городской думы его имя было присвоено VIII мужскому начальному училищу (позже в этом здании разместилась школа № 7). Могила Суслина, располагавшаяся в Архиерейском некрополе, была уничтожена в 1931 году.